# Jeune Fille au ruban bleu (Renoir)
Pour les articles homonymes, voir Jeune Fille au ruban bleu.
Ne doit pas être confondu avec Portrait d'Irène Cahen d'Anvers.
Jeune Fille au ruban bleu est un tableau de Pierre-Auguste Renoir réalisé en 1888, une peinture à l'huile conservée au musée des Beaux-Arts de Lyon.

## Description
Le tableau présente une jeune fille vue de profil, tournée vers sa droite, sur un fond coloré. Les cheveux bruns et longs liés pour former un catogan, elle porte un ruban bleu autour du cou et est vêtue d'une robe décolletée qui lui laisse les épaules et les bras nus.
Collection Myran Eknayan, legs Jacqueline Delubac (1977).